# Prosopocera octomaculata
Prosopocera octomaculata là một loài bọ cánh cứng trong họ Cerambycidae.